# 朝鲜邮票社
朝鲜邮票社 是朝鲜民主主义人民共和国的邮票发行机关。其总部位于首都平壤，并有两个海外办公室，其中一个位于中国北京，另一个位于俄罗斯莫斯科。朝鲜邮票社于1946年3月12日印刷了首张邮票。截至1991年，其已设计了3040种邮票。